# Serraca conferenda
Serraca conferenda är en fjärilsart som beskrevs av Butler 1878. Serraca conferenda ingår i släktet Serraca och familjen mätare. Inga underarter finns listade i Catalogue of Life.